# گری بیوسی
گری بیوسی (انگلیسی: Gary Busey؛ زاده ۲۹ ژوئن ۱۹۴۴) بازیگر اهل ایالات متحده آمریکا است. وی از سال ۱۹۶۸ میلادی تاکنون مشغول فعالیت بوده‌است.
از فیلم‌ها یا برنامه‌های تلویزیونی که وی در آن نقش داشته‌است، می‌توان به مایه ننگ، ترس و نفرت در لاس وگاس، پیرانا سه‌بعدی‌دی، اسلحه مرگبار، آشیانه گرگ‌ها: عراق، غارتگر ۲، شرکت، کلاود ۹، زمان درستکاری، نقطه شکست، ریشخند، رفتار بد، احمق در اطراف، ال پادرینو، مادرپسر و نجات از شکار شدن اشاره کرد.